# 현대 유니콘스의 선수 목록
다음은 KBO 리그 현대 유니콘스(삼미 슈퍼스타즈/ 태평양 돌핀스)의 연도별 선수 명단이다.
명단에는 1군 경기에서 단 한 경기라도 뛴 선수들이 포함되어 있다.

## 1982년 - 1985년 (삼미 슈퍼스타즈)
| 연도   | 투수   | 포수   | 1루수  | 2루수  | 3루수  | 유격수 | 우익수 | 중견수 | 좌익수 | 지명타자 |
| 1982년 | 감사용 | 금광옥 | 장정기 | 김경남 | 송경섭 | 조흥운 | 양승관 | 이경수 | 박준영 | 허운     |
| 1983년 | 장명부 | 금광옥 | 장정기 | 정구선 | 이선웅 | 조흥운 | 양승관 | 박준영 | 정구왕 |          |
| 1984년 | 장명부 | 금광옥 | 김정수 | 정구선 | 김유동 | 이선웅 | 양승관 | 김우근 | 정구왕 | 백인천   |

## 1985년 - 1987년 (청보 핀토스)
| 연도   | 투수   | 포수   | 1루수  | 2루수  | 3루수  | 유격수 | 우익수 | 중견수 | 좌익수 | 지명타자 |
| 1985년 | 장명부 | 김진우 | 김정수 | 김바위 | 이선웅 | 권두조 | 정구왕 | 김우근 | 양승관 |          |
| 1986년 | 김신부 | 김진우 | 권두조 | 김바위 | 우경하 | 김경갑 | 정구선 | 정구왕 | 양승관 |          |
| 1987년 | 양상문 | 김동기 | 권두조 | 김바위 | 이선웅 | 이해창 | 정현발 | 양승관 | 김윤환 | 정진호   |

## 1988년 - 1995년 (태평양 돌핀스)
| 연도 | 투수 | 포수 | 1루수 | 2루수 | 3루수 | 유격수 | 우익수 | 중견수 | 좌익수 | 지명타자 |

## 현대 유니콘스 (1996년 - 2007년)
| 연도   | 투수   | 포수   | 1루수  | 2루수  | 3루수  | 유격수 | 우익수        | 중견수 | 좌익수 | 지명타자 |
| 1996년 | 정민태 | 장광호 | 김경기 | 염경엽 | 이근엽 | 박진만 | 김인호        | 박재홍 | 장정석 |          |
| 1997년 | 정민태 | 장광호 | 김경기 | 김인호 | 염경엽 | 박진만 | 윤덕규        | 박재홍 | 전준호 |          |
| 1998년 | 정민태 | 박경완 | 이숭용 | 이명수 | 쿨바   | 박진만 | 김광림        | 박재홍 | 전준호 | 김경기   |
| 1999년 | 정민태 | 박경완 | 이숭용 | 박종호 | 채종국 | 박진만 | 브랜튼 바워스 | 박재홍 | 전준호 | 김경기   |
| 2000년 | 임선동 | 박경완 | 이숭용 | 박종호 | 퀸란   | 박진만 | 심재학        | 박재홍 | 전준호 | 이명수   |
| 2001년 | 임선동 | 박경완 | 이숭용 | 박종호 | 퀸란   | 박진만 | 심정수        | 박재홍 | 전준호 | 김인호   |
| 2002년 | 김수경 | 박경완 | 이숭용 | 박종호 | 채종국 | 박진만 | 심정수        | 박재홍 | 전준호 | 코리 폴  |
| 2003년 | 정민태 | 김동수 | 이숭용 | 박종호 | 채종국 | 박진만 | 심정수        | 전준호 | 브룸바 | 정성훈   |
| 2004년 | 정민태 | 김동수 | 이숭용 | 김일경 | 정성훈 | 박진만 | 심정수        | 전준호 | 송지만 | 브룸바   |
| 2005년 | 김수경 | 김동수 | 이택근 | 김일경 | 정성훈 | 지석훈 | 송지만        | 전준호 | 서튼   | 이숭용   |
| 2006년 | 김수경 | 김동수 | 이숭용 | 채종국 | 정성훈 | 차화준 | 송지만        | 이택근 | 전준호 | 서튼     |
| 2007년 | 장원삼 | 김동수 | 이숭용 | 김일경 | 정성훈 | 황재균 | 브룸바        | 이택근 | 전준호 |          |

### 전체 명단
- 다음은 해당 연도 정규 리그에 최소 한 경기 이상 출장한 선수 명단이다.

#### 투수
| 1996년 | 1997년 | 1998년 | 1999   | 2000년 | 2001년 | 2002년 | 2003년 | 2004년 | 2005년 | 2006년 | 2007년 |
| 가내영 | 가내영 | 가내영 |        |        |        |        |        |        |        |        |        |
|        |        | 고호봉 |        |        |        |        |        |        |        |        |        |
| 곽병찬 |        |        |        |        |        |        |        |        |        |        |        |
|        |        |        |        | 권준헌 | 권준헌 | 권준헌 | 권준헌 |        |        |        |        |
| 김홍집 | 김홍집 | 김홍집 | 김홍집 | 김홍집 |        |        |        |        |        |        |        |
|        |        |        |        |        |        |        |        |        | 손승락 | 손승락 | 손승락 |
|        |        |        |        |        |        |        |        | 오재영 | 오재영 | 오재영 |        |
|        |        |        |        |        |        |        |        |        |        | 이현승 | 이현승 |
|        |        |        |        |        |        |        |        |        |        | 장원삼 | 장원삼 |
| 조웅천 | 조웅천 | 조웅천 | 조웅천 | 조웅천 |        |        |        |        |        |        |        |

#### 포수
| 1996년 | 1997년 | 1998년 | 1999 | 2000년 | 2001년 | 2002년      | 2003년      | 2004년      | 2005년      | 2006년      | 2007년 |
|        |        |        |      |        |        | 강귀태 (66) | 강귀태 (60) | 강귀태 (69) | 강귀태 (66) | 강귀태 (51) |        |

#### 내야수
| 1996년 | 1997년 | 1998년 | 1999   | 2000년 | 2001년        | 2002년        | 2003년                | 2004년        | 2005년 | 2006년 | 2007년 |
|        |        |        |        |        |               |               |                       |               |        | 강정호 | 강정호 |
|        |        |        |        |        | 권준헌 (3) 84 | 권준헌 (3) 71 | 권준헌 (3) 22 / (유)1 | 권준헌 (3) 21 |        |        |        |
|        |        |        |        |        | 박진만        | 박진만        | 박진만                | 박진만        | 박진만 |        |        |
| 염경엽 | 염경엽 | 염경엽 | 염경엽 | 염경엽 |               |               |                       |               |        |        |        |
|        |        |        |        |        |               |               |                       |               | 오재일 | [ 1 ]  | 오재일 |
|        |        |        |        |        |               | 이득수        |                       |               |        |        |        |

#### 외야수
| 1996년 | 1997년 | 1998년 | 1999   | 2000년 | 2001년 | 2002년 | 2003년 | 2004년 | 2005년        | 2006년 | 2007년 |
|        |        |        |        |        |        |        |        |        | 대릴 브링클리 |        |        |
| 장정석 | 장정석 | 장정석 | 장정석 | 장정석 | 장정석 | [ 2 ]  |        |        |               |        |        |

## 같이 보기
- 현대 유니콘스의 역대 외국인 선수 목록
- 현대 유니콘스의 한국 프로 야구상 수상자